# Gymnocalycium ochoterenae
Gymnocalycium ochoterenae ist eine Pflanzenart in der Gattung Gymnocalycium aus der Familie der Kakteengewächse (Cactaceae). Das Artepitheton ochoterenae ehrt den mexikanischen Botaniker Isaac Ochoterena (1885–1950).

## Beschreibung
Gymnocalycium ochoterenae wächst einzeln mit olivgrünen bis bräunlichen, abgeflacht kugelförmigen bis halbkugelförmigen Trieben und erreicht bei Durchmessern von bis zu 8 Zentimeter Wuchshöhen von 3 bis 4,5 Zentimeter. Es wird eine rübige, verzweigte Pfahlwurzel ausgebildet. Die neun bis 16 breiten und flachen Rippen sind nur selten leicht gehöckert. Es ist ein Mitteldorn vorhanden, der oft auch fehlt. Die drei bis fünf (selten 1 bis 7) zum Pflanzenkörper zurückgebogenen oder kammförmig ausstrahlenden, bräunlich gelben bis weißlich gelben Randdornen besitzen eine dunklere Spitze und sind 1 bis 1,5 Zentimeter (selten bis 2,2 Zentimeter) lang.
Die trichterförmigen, weißen Blüten besitzen einen hellrosafarbenen Schlund. Sie erreichen eine Länge von 3,5 bis 5,5 Zentimeter (selten bis 6,5 Zentimeter) und weisen einen Durchmesser von 3,5 bis 5,5 Zentimeter auf. Die grünen bis trübroten Früchte sind tönnchenförmig und 1,5 bis 2 Zentimeter lang.

## Verbreitung, Systematik und Gefährdung
Gymnocalycium ochoterenae ist in den argentinischen Provinzen Córdoba und San Luis in Höhenlagen von 500 bis 1500 Metern verbreitet.
Die Erstbeschreibung erfolgte 1936 durch Curt Backeberg.
In der Roten Liste gefährdeter Arten der IUCN wird die Art als „Least Concern (LC)“, d. h. als nicht gefährdet geführt.

## Nachweise